# Communes de la province de Frosinone
- Haut – A
- B
- C
- D
- E
- F
- G
- H
- I
- J
- K
- L
- M
- N
- O
- P
- Q
- R
- S
- T
- U
- V
- W
- X
- Y
- Z

## A
- Acquafondata
- Acuto
- Alatri
- Alvito
- Amaseno
- Anagni
- Aquino
- Arce
- Arnara
- Arpino
- Atina
- Ausonia

## B
- Belmonte Castello
- Boville Ernica
- Broccostella

## C
- Campoli Appennino
- Casalattico
- Casalvieri
- Cassino
- Castelliri
- Castelnuovo Parano
- Castro dei Volsci
- Castrocielo
- Ceccano
- Ceprano
- Cervaro
- Colfelice
- Colle San Magno
- Collepardo
- Coreno Ausonio

## E
- Esperia

## F
- Falvaterra
- Ferentino
- Filettino
- Fiuggi
- Fontana Liri
- Fontechiari
- Frosinone
- Fumone

## G
- Gallinaro
- Giuliano di Roma
- Guarcino

## I
- Isola del Liri

## M
- Monte San Giovanni Campano
- Morolo

## P
- Paliano
- Pastena
- Patrica
- Pescosolido
- Picinisco
- Pico
- Piedimonte San Germano
- Piglio
- Pignataro Interamna
- Pofi
- Pontecorvo
- Posta Fibreno

## R
- Ripi
- Rocca d'Arce
- Roccasecca

## S
- San Biagio Saracinisco
- San Donato Val di Comino
- San Giorgio a Liri
- San Giovanni Incarico
- San Vittore del Lazio
- Sant'Ambrogio sul Garigliano
- Sant'Andrea del Garigliano
- Sant'Apollinare
- Sant'Elia Fiumerapido
- Santopadre
- Serrone
- Settefrati
- Sgurgola
- Sora
- Strangolagalli
- Supino

## T
- Terelle
- Torre Cajetani
- Torrice
- Trevi nel Lazio
- Trivigliano

## V
- Vallecorsa
- Vallemaio
- Vallerotonda
- Veroli
- Vicalvi
- Vico nel Lazio
- Villa Latina
- Villa Santa Lucia
- Villa Santo Stefano
- Viticuso